# Sidney Bechet

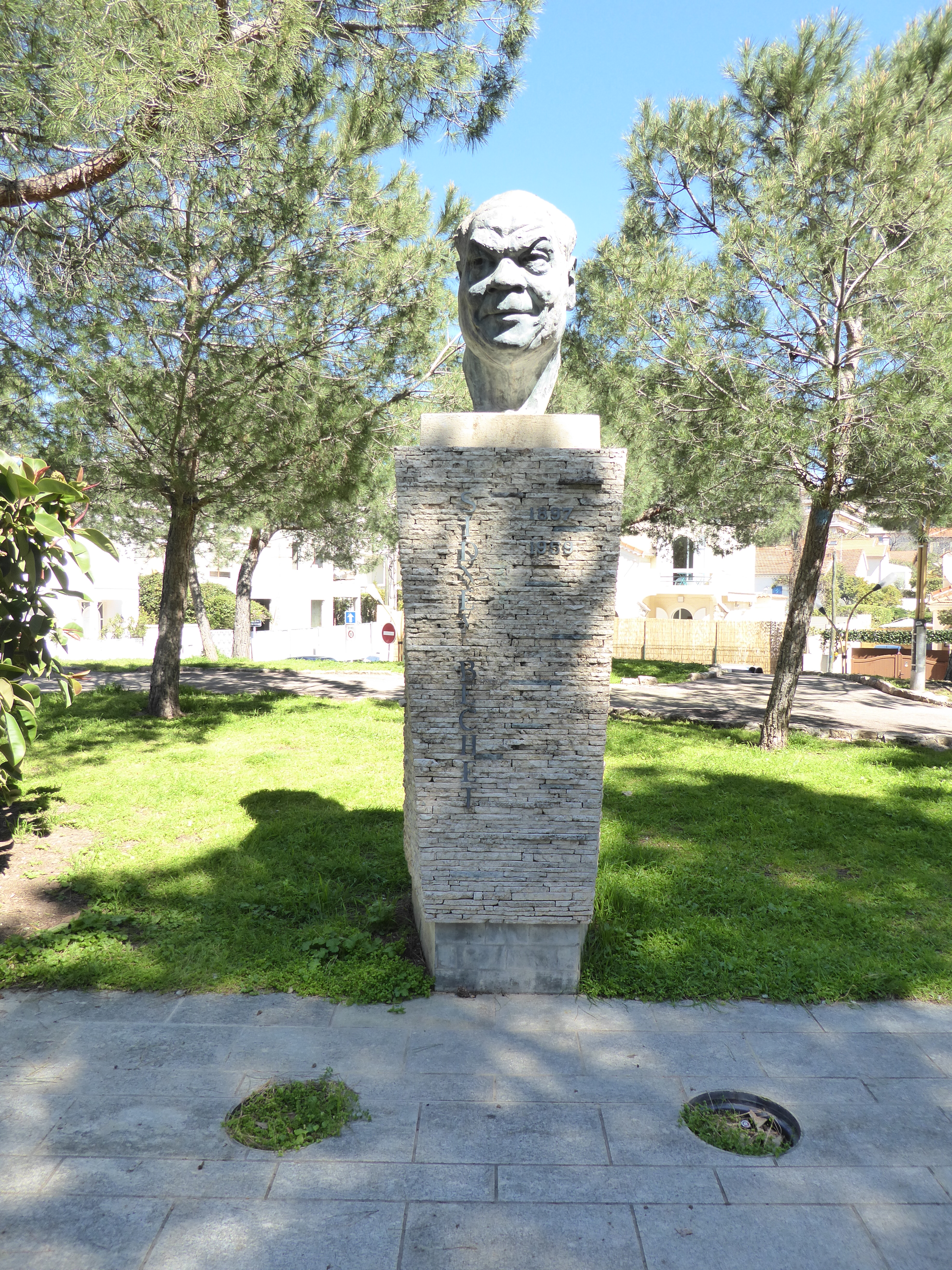
standbeeld van Sidney Bechet in Juan-les-Pins

Sidney Joseph Bechet (ook Sydney Bechet) (New Orleans, 14 mei 1897 – Garches, 14 mei 1959) was een Amerikaanse jazzsaxofonist en -klarinettist. Bechet was naast Jelly Roll Morton en Louis Armstrong een van de belangrijke solisten van de vroege jazz. Als jazzmuzikant uit New Orleans werd hij bijzonder populair in Frankrijk, waar hij minder aan racisme werd blootgesteld dan in de Verenigde Staten.

## Biografie
Bechet was de zoon van een muziekminnende schoenmaker. Hij leerde zichzelf op 6-jarige leeftijd klarinet spelen op het instrument van zijn oudere broer Leonard (later tandarts en trombonist). In ruil voor tabak nam hij ook les van de klarinettisten Lorenzo Tio en George Baquet, de "stamvaders" van het klarinetspel in New Orleans, maar had daar volgens eigen zeggen weinig baat bij; hij leerde nooit echt noten lezen. In plaats daarvan leerde hij een groot aantal instrumenten bespelen door te luisteren en te observeren; bijvoorbeeld in 1911 bij zijn voorbeeld, de kornettist Freddie Keppard. Rond 1908 vormden de drie broers Sidney, Leonard en Joseph Bechet de kern van de Silver Bell Band, met Sidney op klarinet. Rond 1911 speelde Sidney met Bunk Johnson in The Eagle Band, die tot 1906 de band van Buddy Bolden was geweest. Johnson stelde Bechet voor aan de jonge Louis Armstrong die zich bij Johnson had aangesloten.
In 1914 speelde Bechet met Clarence Williams tijdens een tournee langs warenhuizen in Texas, in 1916 met King Oliver en in 1917 in Chicago o.a. met Lawrence Duhé. Al in 1919 was hij in New York en maakte hij een Europese tournee met het Southern Syncopated Orchestra van Will Marion Cook. In Londen kocht hij zijn eerste sopraansaxofoon en gaf een galavoorstelling in Buckingham Palace. Daarna toerde hij met Louis Mitchell. In 1920 speelde hij in Parijs in het Apollotheater en ging vervolgens naar het Verenigd Koninkrijk, waar hij werd uitgewezen nadat hij zich in Londen aan een vrouw had vergrepen. Van 1921 tot 1922 toerde hij door de Verenigde Staten; hij sloot er vriendschap met Bessie Smith. Van 1923 tot 1925 was Bechet voornamelijk in New York. Hij maakte zijn eerste opnamen in 1923 met Clarence Williams' Blue Five; op opnamen uit 1924 en 1925 speelde ook Louis Armstrong mee.
Bechet begeleidde blueszangers, speelde in de vaudeville en speelde in 1924 in het orkest van Duke Ellington. Tijdens een hernieuwde Europese tournee in 1925 trad hij op in het orkest van La Revue Nègre, waarmee Josephine Baker haar doorbraak beleefde - ze demonstreerde de charleston voor het eerst in Europa in het Parijse Théâtre des Champs-Élysées. Ze bleven toeren door België, waar Josephine Baker de revue verliet ten gunste van de Folies Bergère, vervolgens door Rusland, waar Bechet in Moskou vriendschap sloot met Tommy Ladnier, en ten slotte door Duitsland, waar hij in Berlijn speelde in Haus Vaterland op de Potsdamer Platz. Hij was in 1928 weer in Parijs, maar raakte al na elf maanden in de problemen toen hij een Franse vrouw tijdens een ruzie onder muzikanten verwondde met een schampschot. Hij werd veroordeeld tot vijftien maanden gevangenisstraf, waarvan hij elf maanden uitzat, waarna hij werd uitgewezen en naar Berlijn vertrok. Bechet was te horen (maar nauwelijks te zien) in de Duitse film Einbrecher (1930) met Lilian Harvey en Willy Fritsch). Vervolgens werd hij door Noble Sissle aangenomen in de Verenigde Staten.
In 1932 speelde hij met zijn eigen New Orleans Feetwarmers in de Savoy Ballroom in New York. Dit leverde uitstekende opnamen op met Ladnier, met wie hij tijdens de crisis in 1933-1934 tijdelijk een kleermakerij dreef. Van 1934 tot 1938 speelde hij weer bij Sissle, met wie hij ook opnamen maakte. In 1937 zag hij nieuwe kansen in het begin van de New Orleans Revival, en in 1938 speelde hij met zijn eigen bands in Nick's (Greenwich Village). In 1938 scoorde hij een hit met George Gershwins Summertime, maakte opnamen voor Hugues Panassié (Panassie Sessions met Ladnier en Mezz Mezzrow) en vanaf 1939 voor Blue Note Records, die tijdens de Tweede Wereldoorlog door verzetszenders werd uitgezonden en zo tot zijn populariteit in Frankrijk bijdroegen. Tussen 1938 en 1942 nam hij veel op voor het RCA-sublabel Bluebird Records (Bluebird Sessions met Ladnier en anderen). In 1939 speelde hij met Jelly Roll Morton's New Orleans Jazzmen, met Ladnier en met het kwintet van Meade Lux Lewis, in 1940 met Armstrong en met Earl Hines. In 1941 maakte hij solo-opnamen, speelde hij met Vic Dickenson (evenals in 1943), met Henry Red Allen, en in een trio met Willie "The Lion" Smith.
In 1946-1947 maakte hij opnamen voor het label King Jazz van Mezz Mezzrow. Tijdens de jaren veertig werd hij regelmatig gehoord met gitarist Eddie Condon in New York, waar hij deelnam aan verschillende van de stadhuisconcerten. In 1945 probeerde hij een band op te zetten met de New Orleans-veteraan Bunk Johnson, maar dat mislukte vanwege Johnsons alcoholproblemen. Bechet wilde een muziekschool oprichten, maar had slechts één leerling: Bob Wilber. Toen hij tot zijn verrassing na het Jazz Festival van 1949 in Parijs veel weerklank ondervond, besloot hij daar te blijven. Zijn platen hadden in Frankrijk zoveel succes dat hij in 1950 zijn miljoenste plaat verkocht. Ook raciale vooroordelen speelden in Parijs een minder belangrijke rol. De existentialistische jeugd in Frankrijk vereerde Sidney Bechet als "Le Dieu" ("De God"). Zijn vibrato-rijke saxofoonspel en zijn composities Petite fleur en Dans les rues d'Antibes maakten Sidney Bechet bekend bij een breed publiek.
Hij formeerde de Sidney Bechet All Stars, met Guy Longnon (trompet), Jean-Louis Durand (trombone), Charlie Lewis (piano), Totole Masselier (bas), Armand Molinetti (drums) en James Campbell (zang). Zelf speelde hij sopraansaxofoon of klarinet, beide met zeldzame perfectie. In deze formatie werden op 21 januari 1952 in Parijs elf nummers opgenomen, waaronder zijn eigen compositie Petite fleur. Het werd in 1959 een wereldwijde hit; tot in 1961 werden meer dan 10 miljoen exemplaren verkocht. Bechet speelde met de jonge traditionalistische jazzbands van Claude Luter (bijvoorbeeld in 1954 in Olympia), en André Réwéliotty, en met Amerikanen in Parijs zoals Lil Hardin Armstrong en Zutty Singleton. Hij schreef muziek voor het ballet La nuit est une sorcière dat in 1953 te Parijs voor het eerst werd uitgevoerd. Hij schreef ook de muziek voor de film Série noire (1955). Zijn laatste optreden was op Expo 58, de Wereldtentoonstelling van Brussel in 1958.
Sidney Bechet was een van de meest technisch onderlegde muzikanten van het New Orleans Jazz-tijdperk. Als klarinettist en saxofonist werd hij een voorbeeld voor vele andere jazzmuzikanten, zoals Johnny Hodges (die rond 1924 door Bechet in dienst werd genomen en onderwezen), Buster Bailey en Jimmie Noone (die als tiener in New Orleans les kreeg van Bechet, hoewel hij twee jaar ouder was). De sopraansaxofoon wordt nog steeds sterk geassocieerd met zijn naam. Beroemde opnamen van Bechet zijn onder andere Petite fleur, de eerste opname van Summertime (George Gershwin) voor Blue Note Records (1938) en Weary Blues met Mezz Mezzrow en Cousin Joe.

## Privéleven en overlijden

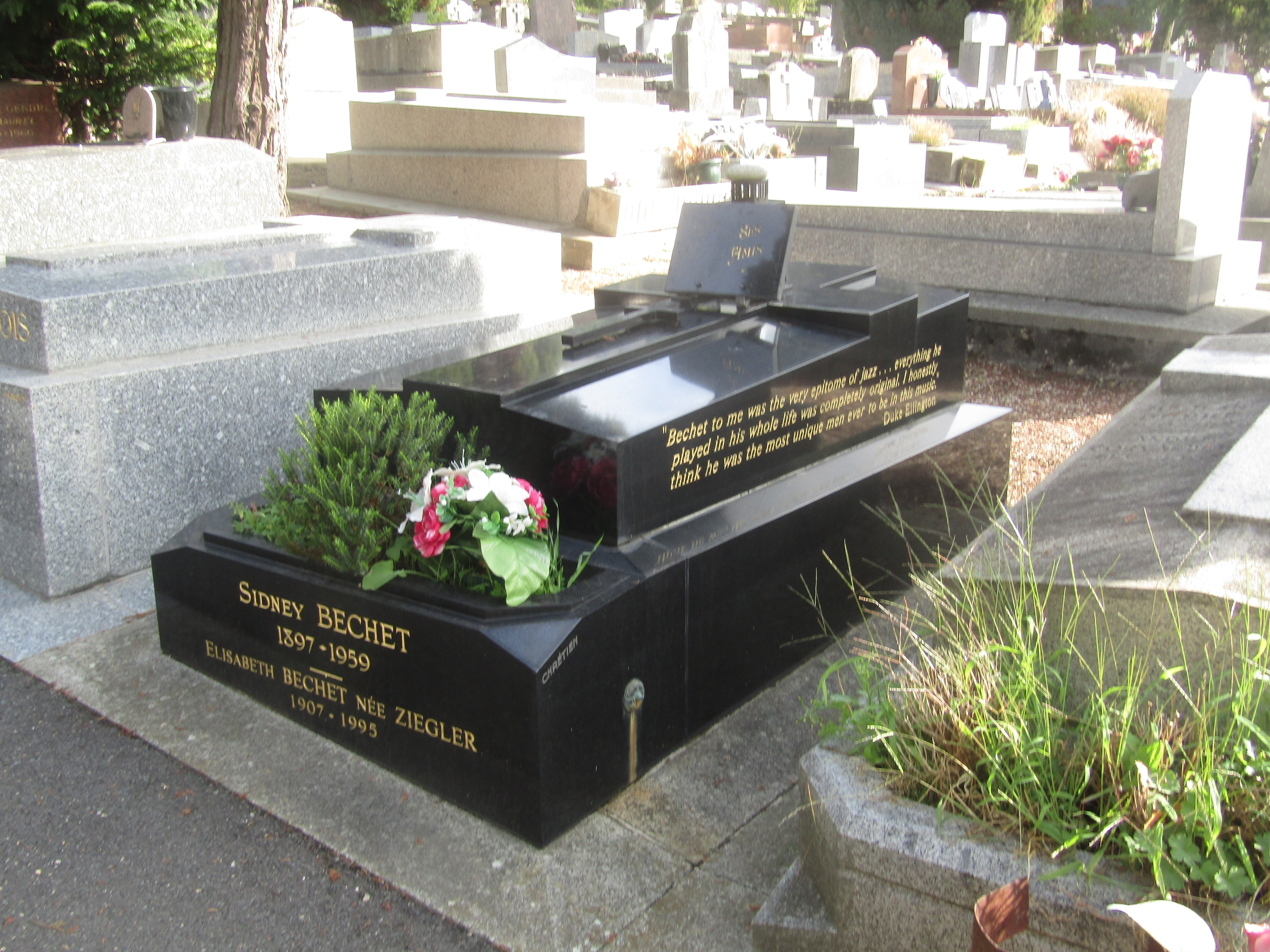
Graf van Bechet in Garches

Op 18 augustus 1951 trouwde Bechet in Antibes voor de derde maal, nu met zijn oude liefde Elisabeth Ziegler (1910-1985) uit Frankfurt am Main, die hij had ontmoet tijdens een gastoptreden in haar geboortestad in de zomer van 1927. Mistinguett was bruidsmeisje. Het paar vestigde zich in Grigny. In 1954 kreeg hij een buitenechtelijke zoon bij Jacqueline Peraldi.
Bechet overleed in mei 1959 op zijn 62e verjaardag aan kanker. Hij werd begraven in Garches, een voorstad van Parijs. Ongeveer tweeduizend mensen woonden de begrafenis bij. Een buste van Bechet is te zien in het Franse kuuroord Juan-les-Pins, waar hij de laatste jaren veel had opgetreden. In Garches is een cultureel centrum naar hem genoemd.

## Werk
Zijn discografie zit vol curiosa, bv. Les oignons (1953) met verrassende pauzes. Lang voor de komst van latin jazz speelde hij al rumba's en merengues. In 1941 deed hij een vroeg experiment met overdubben, toen hij voor RCA Records op een opname van The Sheik of Araby en Blues of Bechet alle zes instrumenten zelf bespeelde: klarinet, sopraansaxofoon, tenorsaxofoon, piano, bas en drums. Het eindresultaat werd door RCA uitgebracht als Sidney Bechet's One-Man Band. In Frankrijk maakte hij veel opnamen voor Disques Vogue van Charles Delaunay, wiens albumnotities een belangrijke bron zijn.

## Discografie
- 1939: Port of Harlem Jazzmen
- 1945: Jazz Nocturne Vol. 5
- 1945: Jazz Nocturne Vol. 6
- 1945: Jazz Nocturne Vol. 10
- 1945: Jazz Nocturne Vol. 11
- 1945: Jazz Nocturne Vol. 12
- 1949: Giants of Jazz
- 1950: Sidney Bechet's Blue Note Jazzmen
- 1952: Immortal Performances
- 1952: New Orleans Style, Old and New
- 1954: Olympia concert, Paris (live)
- 1956: Back to Memphis
- 1956: Creole Reeds
- 1956: Grand Master of the Soprano Sax and Clarinet
- 1957: When a Soprano needs a Piano
- 1958: Parisian Encounter
- 1958: Brussels Fair '58 (live)
- 1958: The fabulous Sidney Bechet

### Collecties
- Sidney Bechet – The Bluebird Sessions (1932–1943) – 4 cd's met Tommy Ladnier, Teddy Nixon, Hank Duncan, Wilson Myers, Mezz Mezzrow, Cliff Jackson, Teddy Bunn, Elmer James, Manzie Johnson, Sidney de Paris, Claude Jones, Albert Nicholas, Happy Caudwell, Jelly Roll Morton, Lawrence Lucie, Wellman Braud, Zutty Singleton, Sonny White, Kenny Clarke, Sandy Williams, Bernard Addison, Sidney Catlett, Henry 'Hot Lips' Levine, Earl Hines, Baby Dodds, Rex Stewart, John Lindsay, Herb Jeffries, Henry Red Allen, J.C. Higginbotham, James Tolliver, J.C. Heard, Gus Aiken, Lem Johnson, Charlie Shavers, Willie "The Lion" Smith, Everett Barksdale, Henry Clay Goodwin, Vic Dickenson, Don Donaldson, Wilbur Kirk

- The Complete Blue Note Recordings of Sidney Bechet (1939–1953) – (Mosaic Records – 1985) – 6 lp's met Frankie Newton, J.C. Higginbotham, Meade Lux Lewis, Teddy Bunn, Johnny Williams, Sid Catlett, Josh White, Pops Foster, Sidney De Paris, Vic Dickenson, Art Hodes, Manzie Johnson, Max Kaminsky, George Lugg, Fred Moore, Bunk Johnson, Sandy Williams, Cliff Jackson, Wild Bill Davison, Albert Nicholas, Danny Alvin, Bob Diehl, Walter Page, Slick Jones, Jimmy Archey, Joe Sullivan, Don Kirkpatrick, Jonah Jones, Buddy Weed, Johnny Blowers

- The Legendary Sidney Bechet, RCA Bluebird (Sidney Bechet en zijn "Feetwarmers").
- Sidney Bechet in New York, JSP (met Louis Armstrong).
- The King Jazz Story Vol.4, Storyville (Met het beste van Bechet-Mezzrow).
- Jazz Classics Vol.1, Blue Note (met Bunk Johnson, Albert Nicholas).
- El Doudou, Vogue, 1956 (met Albert Langue).
- Parisian Encounter, Vogue, 1958 (met Teddy Buckner)
- Jazz sur la Croisette, (INA mémoire vive /Abeille Musique)